# سونیک فری رایدرز
سونیک فری رایدرز یا سوارکاران آزاد سونیک (به انگلیسی: Sonic Free Riders) بازی ویدئویی مسابقه‌ای کنترل حرکتی توسعه‌یافته توسط سونیک تیم می‌باشد که در سال ۲۰۱۰ توسط سگا برای ایکس‌باکس ۳۶۰ منتشر گردید.